# Ain't No Mountain High Enough
 (octobre 2021).
Si vous disposez d'ouvrages ou d'articles de référence ou si vous connaissez des sites web de qualité traitant du thème abordé ici, merci de compléter l'article en donnant les références utiles à sa vérifiabilité et en les liant à la section « Notes et références ».

Ain't No Mountain High Enough est une chanson R&B/soul écrite par Ashford & Simpson en 1966. Cette chanson fut popularisée en 1967 par Marvin Gaye et Tammi Terrell pour le label Tamla de Motown.

## Interprétations et reprises
Il existe une reprise en français par Claudine Longet dans les années 1960.
Elle fut interprétée à nouveau en 1970 par Diana Ross, qui figura dans le Billboard Hot 100 et fut candidate au Grammy Awards.
En 1981, elle fut interprétée par le groupe de disco Inner Life et Jocelyn Brown, et par le groupe de disco Boys Town Gang dans son album Cruisin’ The Streets.
En 1993, elle est également interprétée par Whoopi Goldberg dans Sister Act, acte 2 avec tous les élèves à la fin du film.
En 2004, Jimmy Somerville reprend cette chanson, sur son album Home Again. Elle sortira également en Single en 2005.
En 2007, La chanson Tears Dry on Their Own d'Amy Winehouse est inspirée de Ain't No Mountain High Enough : même progression harmonique et même genre d'arrangement. Puis elle est reprise par la filleule de celle-ci Dionne Bromfield en 2009.
En 2010, Hocus Pocus sample Ain't No Mountain High Enough pour Équilibre, en featuring avec le rappeur Oxmo Puccino.
En 2011, Chimène Badi reprend cette chanson, sur son album Gospel & Soul, en duo avec Billy Paul.

## Utilisation au cinéma et à la télévision
- Chantée par Whoopi Goldberg et les élèves dans Sister Act 2 (1993) lors du générique final du film.
- Ain't No Mountain High Enough est présente dans le film Ma meilleure ennemie (1998) de Chris Columbus.
- La chanson peut être entendue dans le film Le Plus Beau des combats (2000) de Boaz Yakin, avec Denzel Washington, Will Patton, Wood Harris, Ryan Hurst, Hayden Panettiere.
- Le morceau est présent dans le film Le Journal de Bridget Jones (2001) de Sharon Maguire, avec Renée Zellweger, Colin Firth, Hugh Grant.
- La chanson est présente à la fin du film Chicken Little (2005) de Mark Dindal.
- Elle fait partie de la bande-originale du film de l'univers cinématographique Marvel Les Gardiens de la Galaxie (2014) de James Gunn.
- La version chantée par Diana Ross est utilisée pour les séquences d'ouverture et finale du documentaire 98, secrets d'une victoire (2018) de Nicolas Glimois et Grégoire Margotton.
- La chanson (version  Marvin Gaye et Tammi Terrell) est présente en générique d'introduction et de fin du film Damien veut changer le monde (2018) de Xavier de Choudens.